# فرودگاه بین‌المللی ال آی سی. آدولفو لوپز ماتئوس
فرودگاه بین‌المللی ال آی سی. آدولفو لوپز ماتئوس (به انگلیسی: Lic. Adolfo López Mateos International Airport) یک فرودگاه همگانی مسافربری با کد یاتا TLC است که یک باند فرود آسفالت دارد و طول باند آن ۴۲۰۰ متر است. این فرودگاه در شهر تولوکا کشور مکزیک قرار دارد و در ارتفاع ۲۵۸۰ متری از سطح دریا واقع شده است.